# Podogryllus desultorius
Podogryllus desultorius är en insektsart som beskrevs av Karsch 1893. Podogryllus desultorius ingår i släktet Podogryllus och familjen syrsor. Inga underarter finns listade i Catalogue of Life.